# Isabel de Thurn e Taxis
Isabel Maria Maximiliana (em alemão:  Elisabeth Maria Maximiliana; 28 de Maio de 1860 – 7 de Fevereiro de 1881), foi uma Princesa de Thurn e Taxis, esposa de Miguel Januário de Bragança, pretendente miguelista ao trono português.

## Família
Isabel era a segunda filha do príncipe-herdeiro Maximiliano António de Thurn e Taxis e da sua esposa, a duquesa Helena Carolina da Baviera, irmã mais velha da imperatriz Isabel (Sissi) da Áustria. Inicialmente, era Helena quem estava destinada a casar-se com o imperador Francisco José I, mas este acabou por preferir a sua irmã mais nova.
Isabel tinha uma irmã mais velha, a princesa Luísa de Thurn e Taxis, casada com o príncipe Frederico de Hohenzollern-Sigmaringen e dois irmãos mais novos, Maximiliano Maria, 7.º Príncipe de Thurn e Taxis, que morreu com apenas vinte-e-dois anos de idade sem deixar descentes, e Alberto, 8.º Príncipe de Thurn e Taxis, casado com a arquiduquesa Margarida Clementina da Áustria.

## Casamento e Descendência

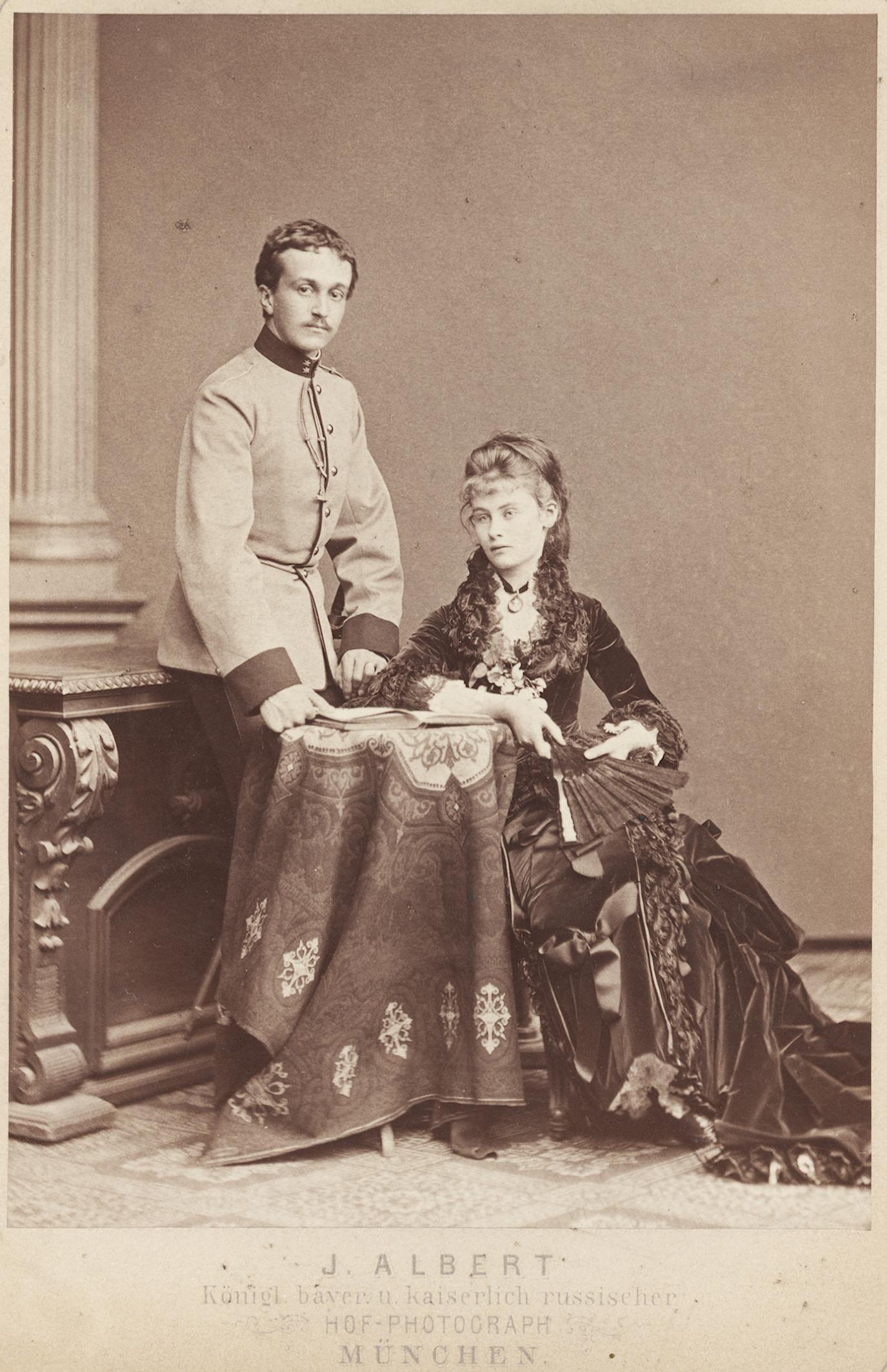
Isabel com o seu marido.

Isabel casou-se no dia 17 de Outubro de 1877, em Regensburg, no Reino da Baviera, com o duque Miguel de Bragança, único varão e segundo filho mais velho do rei Miguel I de Portugal e da sua esposa, a duquesa Adelaide de Löwenstein-Wertheim-Rosenberg.
Juntos, tiveram três filhos:
1. Miguel Maximiliano de Bragança (22 de Setembro de 1878 – 21 de Fevereiro de 1923), pretendente miguelista ao trono de Portugal até 1920; casado com Anita Stewart; com descendência;
2. Francisco José de Bragança (7 de Setembro de 1879 – 15 de Junho de 1919), um oficial no exército do Império Austro-Húngaro; sem descendência;
3. Maria Teresa de Bragança (26 de Janeiro de 1881 - 17 de Janeiro de 1945), casada com o príncipe Carlos Luís de Thurn e Taxis; sem descendência.

## Vida posterior e morte

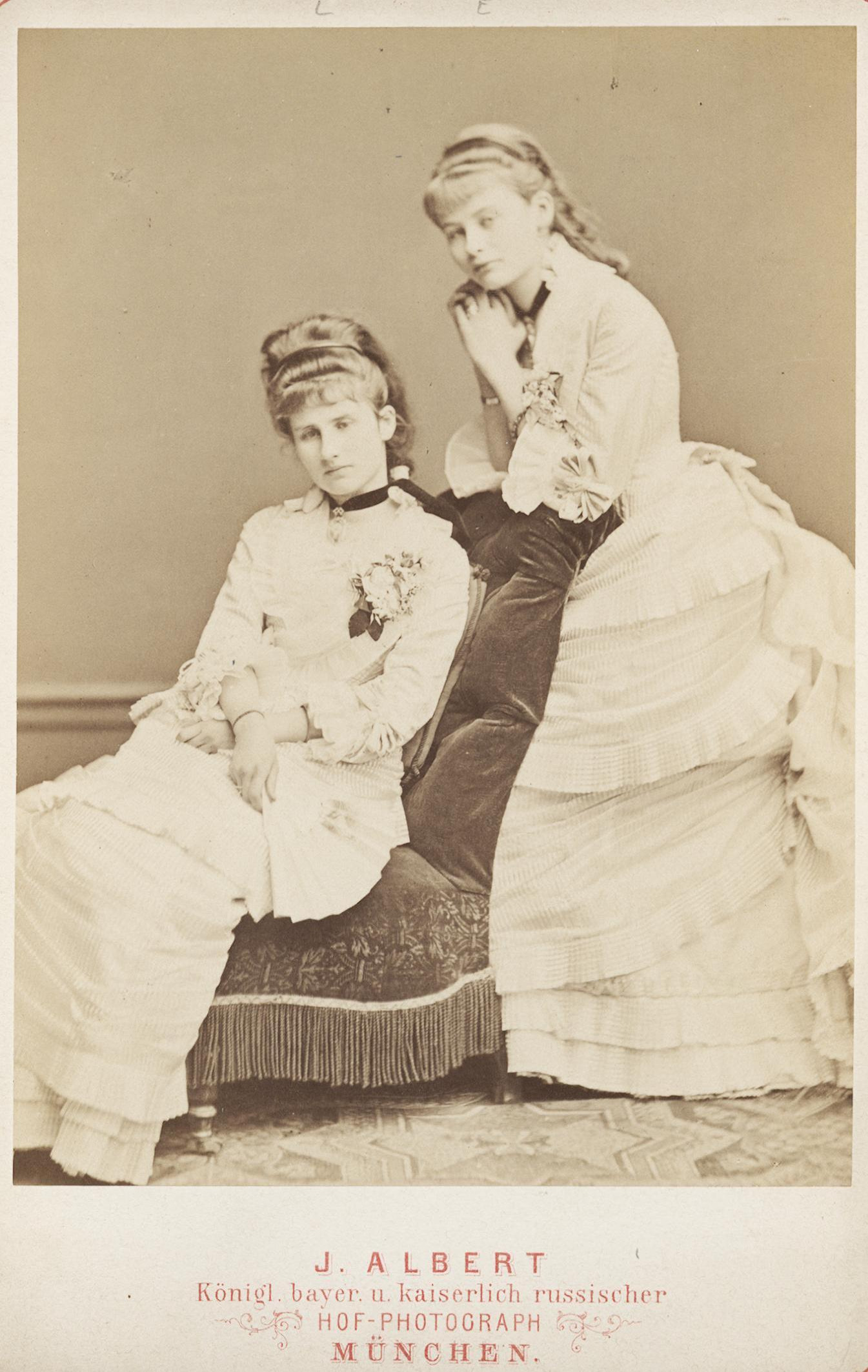
Isabel com a sua irmã mais velha, Luísa.

O casal mudou-se para a Áustria, onde, a 22 de Setembro de 1878, em Reichenau an der Rax, nasceu o seu primeiro filho, Miguel. Após o seu nascimento, a saúde de Isabel começou a deteriorar. Isabel morreu aos vinte anos de idade, em Ödenburg, pouco depois de dar à luz a sua primeira filha, Maria Teresa.
A mãe de Isabel, Helena, retirou-se cada vez mais da vida pública após a sua morte. O seu marido Miguel Januário acabou por se casar novamente a 8 de Novembro de 1893, em Kleinheubach, com a princesa Maria Teresa de Löwenstein-Wertheim-Rosenberg.

## Genealogia
| Isabel de Thurn e Taxis | Pai: Maximiliano António de Thurn e Taxis | Avô paterno: Maximiliano Carlos de Thurn e Taxis | Bisavô paterno: Carlos Alexandre, 5.º Príncipe de Thurn e Taxis |
| Isabel de Thurn e Taxis | Pai: Maximiliano António de Thurn e Taxis | Avô paterno: Maximiliano Carlos de Thurn e Taxis | Bisavó paterna: Teresa de Mecklemburgo-Strelitz                 |
| Isabel de Thurn e Taxis | Pai: Maximiliano António de Thurn e Taxis | Avó paterna: Guilhermina de Dörnberg             | Bisavô paterno: Ernesto de Dörnberg                             |
| Isabel de Thurn e Taxis | Pai: Maximiliano António de Thurn e Taxis | Avó paterna: Guilhermina de Dörnberg             | Bisavó paterna: Guilhermina Henriqueta Maximiliana de Glauburg  |
| Isabel de Thurn e Taxis | Mãe: Helena Carolina da Baviera           | Avô materno: Maximiliano, duque da Baviera       | Bisavô materno: Pio Augusto da Baviera                          |
| Isabel de Thurn e Taxis | Mãe: Helena Carolina da Baviera           | Avô materno: Maximiliano, duque da Baviera       | Bisavó materna: Amélia Luísa de Arenberg                        |
| Isabel de Thurn e Taxis | Mãe: Helena Carolina da Baviera           | Avó materna: Luísa Guilhermina da Baviera        | Bisavô materno: Maximiliano I José da Baviera                   |
| Isabel de Thurn e Taxis | Mãe: Helena Carolina da Baviera           | Avó materna: Luísa Guilhermina da Baviera        | Bisavó materna: Carolina de Baden                               |